# Штыркелов, Константин
Константи́н Шты́ркелов (болг. Константин Георгиев Щъркелов; 20 марта 1889, София, Болгария — 29 апреля 1961, София, Народная Республика Болгария) — болгарский пейзажист, мастер акварельной техники, создавший в сериях поэтичных пейзажей широкую панораму Болгарии. После Второй мировой войны был репрессирован коммунистическими властями, получил запрет на профессию.

## Биография
Константин Штыркелов родился в Софии 20 марта 1889 года в бедной семье сапожника.

### Ранняя юность
Отец умер, когда мальчику было 13 лет. Ради поддержки семьи Константин брался за любую работу: был подмастерьем у сапожника, торговал газетами вразнос, по вечерам нанимался статистом в труппу Народного театра.
Вскоре после поступления в 1906 году в Государственное Училище рисунка (впоследствии — Болгарская Академия художеств), он получил второе место на конкурсе «осенний пейзаж» среди студентов всех курсов, и победил, взяв первый приз за зимний пейзаж несколькими месяцами позднее. Несмотря на понятный интерес, пробудившийся среди соучеников к едва раскрывшемуся таланту, Константин Штыркелов остаётся скромным и сосредоточенно-трудолюбивым студентом. По семейным обстоятельствам Штыркелов был вынужден со второго курса покинуть Школу рисунка.

### Россия
В возрасте 18 лет он прибывает в Россию и остается на некоторое время в Одессе, без денег, знакомств и перспектив. Поселяется в Свято-Андреевском подворье, предоставляющим только кров, хлеб и чай. Он не перестаёт писать акварелью у моря на Большом фонтане и на других окраинах города. Предлагаемые книготорговцам акварели покупали, но заработок давался тяжело. В Одессе молодой художник впервые познакомился с живописью России, — посещал выставки, встречался с коллегами. Через год в компании друзей соотечественников он приехал в Москву, где жил, снимая койку в комнате, в которой кроме него жили шестеро рабочих. Снова выставки, вечерние классы в Московском училище живописи, ваяния и зодчества, Третьяковская галерея с картинами Шишкина, Саврасова, Левитана, Куинджи и Виктора Васнецова.

### Снова Болгария
В конце 1909 года Константин Штыркелов возвращается в Болгарию, и вскоре решается выставить в престижной софийской галерее Трыпкова (болг.) четыре не подписанные акварели, которые были сразу же куплены.
Молодой художник понимает, что нуждается в общении с природой и её красотами за пределами больших городов, и летом отправляется в Павликени, Севлиево, Габрово и Велико-Тырново. По возвращении в следующем, 1911 году, из подобной поездки, Константин Штыркелов организует свою первую персональную выставку. Удачно распродав работы, оставив значительную часть вырученных денег матери, художник совершает вояж по европейским столицам, посещая в течение 75 дней галереи Вены, Мюнхена, Парижа, Лондона, Лозанны, Женевы, Венеции.

### Война
В годы Балканских войн (1912—1913), а затем и Первой мировой Штыркелов провёл многие месяцы на передовой в качестве фронтового художника. Он разделил в этом судьбу многих болгар из числа творческой интеллигенции: таких известных мастеров, как Ярослав Вешин, Владимир Димитров-Майстора, Никола Маринов (последний был строевым офицером). Константин Штыркелов повествует в своих фронтовых набросках о повседневной жизни солдат, об окопах, о штурмах и ранениях.
В 1915 году он, в конце концов, заканчивает обучение в Государственном художественно-промышленном училище, где его педагогами были Иван Мырквичка и Иван Ангелов.

### Поздние годы

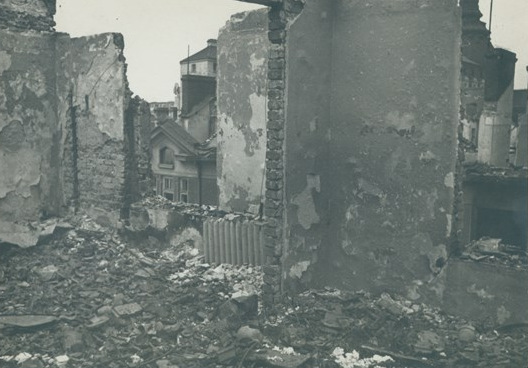
Сгоревший дом Константина Штыркелова
после бомбардировки Софии авиацией союзников. 30 марта 1944

После 9 сентября 1944 года Штыркелов был исключён из Союза болгарских художников и провёл 5 месяцев в Центральной тюрьме Софии. Его имущество было конфисковано, сам он выслан из Софии.
Коммунистические власти объявляют Штыркелова «официальным художником буржуазного режима и царским любимчиком».

## Живопись
В его акварелях запечатлён восторг перед ландшафтами Болгарии: горными массивами Рила, Витоша, Родопы. Работы Штыркелова отмечены не только искренностью чувства, но и виртуозным владением сложной акварельной техники. С юношеских лет художник был окружён вниманием; его работы охотно раскупались коллекционерами. Даже в сложной ситуации на рынке болгарского искусства в начале XXI века пейзажи Штыркелова по-прежнему одни из самых востребованных и дорогих.
В числе его учеников – Иван Георгиев-Зубата.

## Память
В Варне (в которой художник провёл в конце жизни полтора десятка лет) есть улица Константин Штыркелов .